# Zabux
Zabux  (in azero Zabux) o Aghavno (in armeno Աղավնո?) è una piccola comunità rurale nel distretto di Laçın in Azerbaigian, fino al 2024 appartenente alla regione di Kashatagh nella repubblica di Artsakh (fino al 2017 denominata repubblica del Nagorno Karabakh)
Popolata da poco più di un centinaio di abitanti, sorge lungo le sponde del fiume Aghavnojur (dove insiste una piccola centrale idroelettrica), quasi alla confluenza con il fiume Vorotan. Si trova molto prossima al confine con l'Armenia in quello che una volta era denominato corridoio di Laçın.
Nei pressi del villaggio è ubicato il posto di frontiera per controllo documenti. Negli ultimi anni del controllo armeno la comunità era stata oggetto di interventi di riqualificazione edilizia.

## Galleria d'immagini

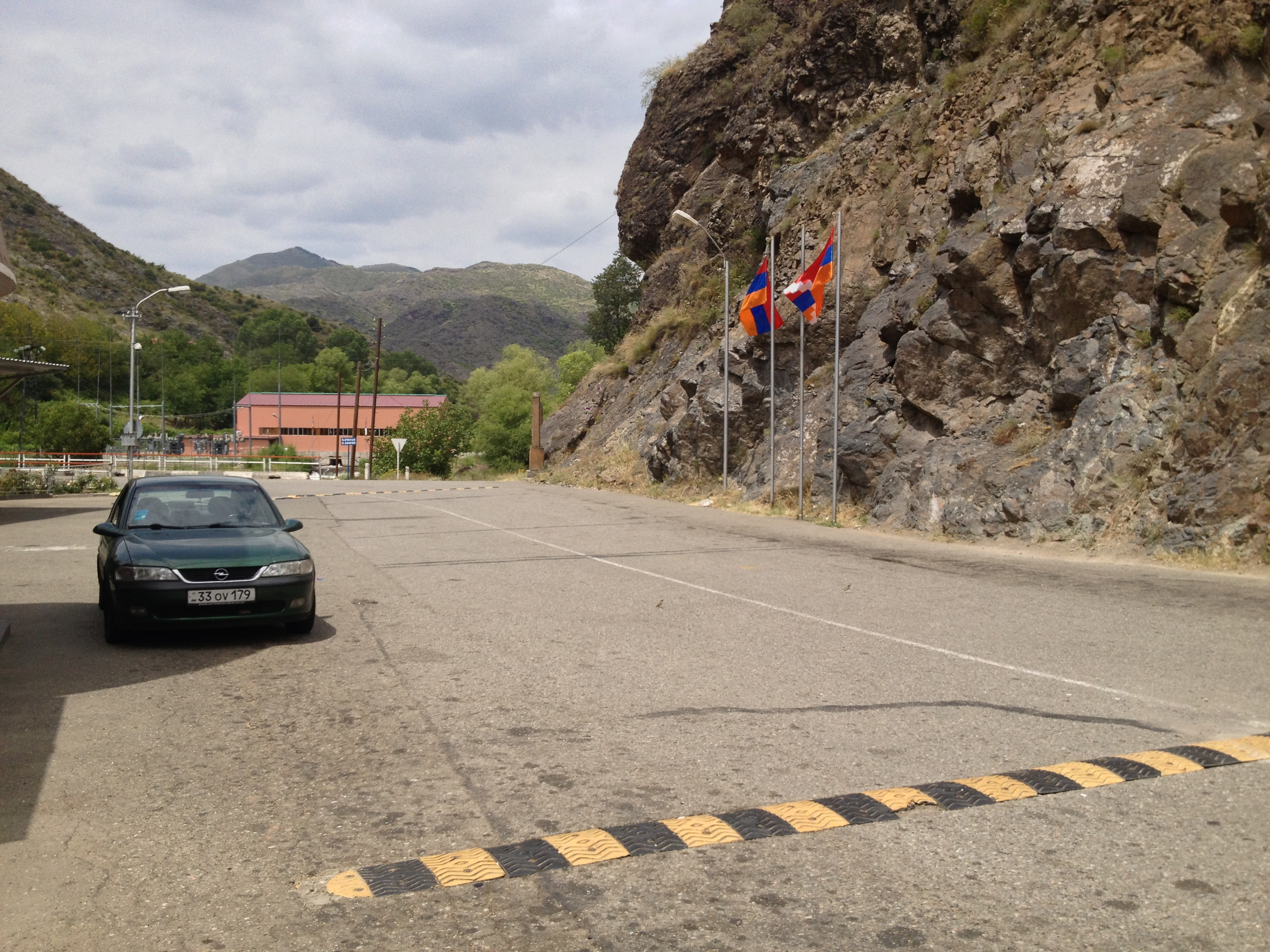
Posto di frontiera tra Armenia e Artsakh. Sullo sfondo la centrale idroelettrica sul fiume
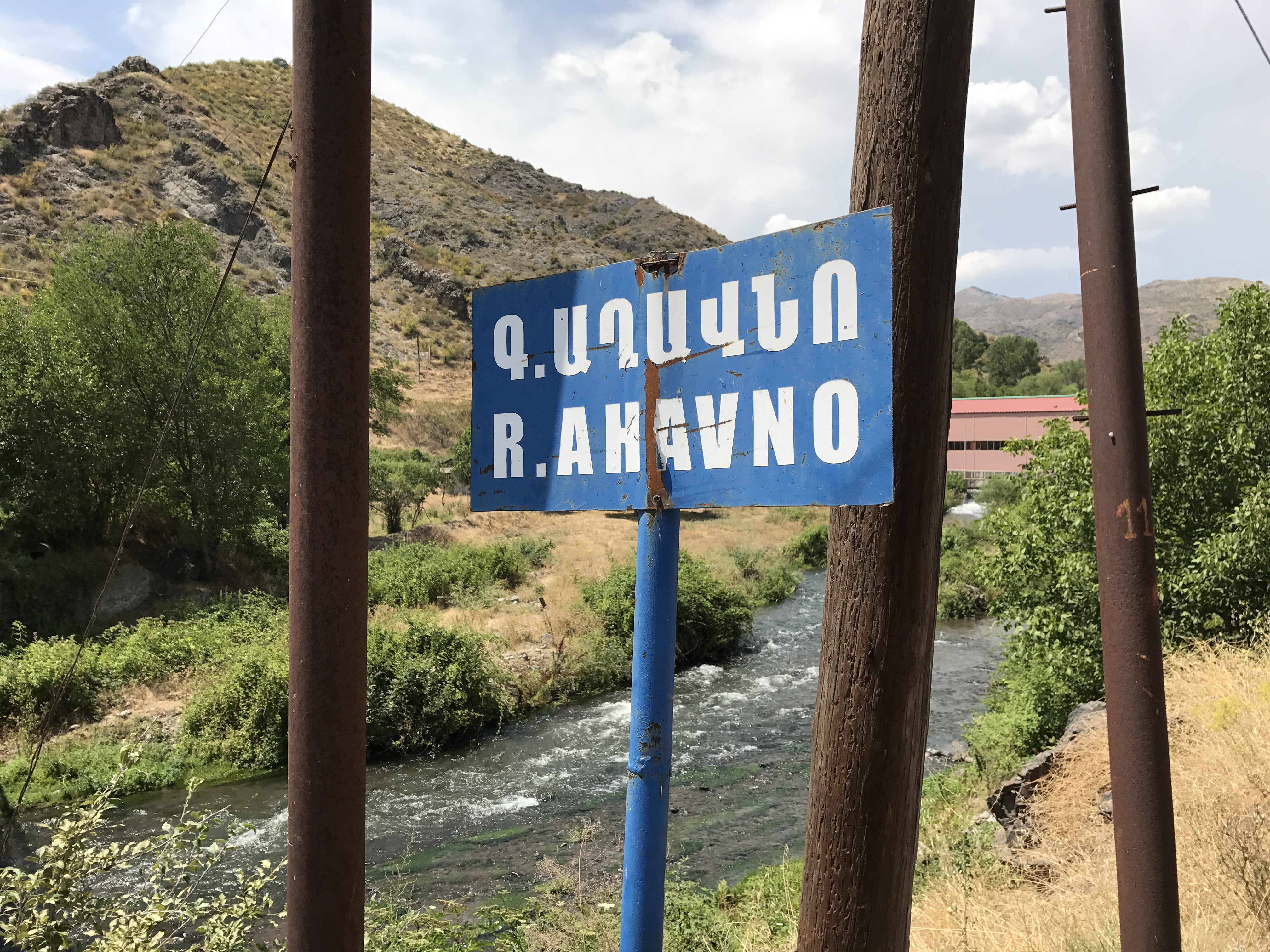
il fiume che bagna Aghavno